# غلوريا مارشال
غلوريا مارشال (بالإنجليزية: Gloria Marshall)‏ هي ممثلة أمريكية، ولدت في 27 أغسطس 1931، وتوفيت في 18 ديسمبر 1994.

## وصلات خارجية
- غلوريا مارشال على موقع IMDb (الإنجليزية)